# 阿默斯特 (內布拉斯加州)
阿默斯特（英語：Amherst）是位於美國內布拉斯加州水牛縣的村。

## 人口
根據2020年美國人口普查的數據，阿默斯特的面積為0.57平方千米，皆為陸地。當地共有人口201人，而人口密度為每平方千米353人。